# 욕망이라는 이름의 전차 (1951년 영화)
《욕망이라는 이름의 전차》(영어: A Streetcar Named Desire)는 1951년 개봉한 미국의 드라마 영화이다. 엘리아 카잔이 감독을, 테네시 윌리엄스가 각본을 맡았다. 테네시 윌리엄스의 동명 희곡이 영화의 원작이다. 제1회 베네치아 영화제(1951) 심사위원대상 수상작이다. 1999년 미국 국립영화등기부에 등재되었다.

## 줄거리
미시시피주 오리올 출신의 중년 고등학교 영어 교사 블랑쉬 뒤부아가 뉴올리언스에 도착한다. 그녀는 "욕망"이라는 이름의 전차를 타고 프렌치 쿼터로 향한다. 그곳에서 언니 스텔라와 스텔라의 남편 스탠리 코왈스키는 작고 허름한 아파트에 살고 있다. 블랑쉬는 불안 때문에 직장에서 휴가를 냈다고 주장한다. 블랑쉬의 얌전한 태도는 스탠리의 무례한 행동과 극명한 대조를 이루며, 두 사람은 서로 경계하고 적대적인 관계를 유지한다. 스텔라는 언니를 손님으로 맞이하는 것을 환영하지만, 스탠리는 그녀를 깔보고 비난한다. 블랑쉬는 뒤부아 가문의 재산인 벨 리브가 채권자들에게 넘어갔다고 밝힌다. 그녀는 남편의 자살로 젊은 나이에 미망인이 되었다. 스탠리가 블랑쉬가 상속 재산을 은닉하고 있을지도 모른다고 의심하자, 블랑쉬는 압류 증거를 보여준다. 더 많은 증거를 찾던 스탠리는 블랑쉬의 개인 서류 몇 장을 바닥에 던진다. 블랑쉬는 울면서 그것들을 주워 모으고는 죽은 남편이 쓴 시라고 말한다. 스탠리는 단지 가족을 돌보고 있었다고 설명하고, 스텔라가 임신했다고 발표한다. 블랑쉬는 스탠리의 친구 미치를 만나는데, 그녀의 예의 바른 태도와 세심함은 스탠리와 그의 다른 친구들과는 극명한 대조를 이루었고, 두 사람은 사랑에 빠진다. 친구들과 포커를 하던 중, 스탠리는 술에 취해 화를 내며 스텔라를 때린다. 블랑쉬와 스텔라는 위층 이웃 유니스 허벨의 아파트로 도망친다. 화가 가라앉자, 스탠리는 아래층 마당에서 스텔라를 부르며 후회하는 듯 고함을 지른다. 스텔라는 스탠리에게 끌려 아래층으로 내려가 함께 잠자리에 든다. 다음 날 아침, 블랑쉬는 스텔라에게 스탠리를 인간 이하의 동물이라고 부르며 떠나라고 재촉한다. 몇 주가 몇 달로 늘어나면서 블랑쉬와 스탠리 사이에는 긴장감이 감돈다. 블랑쉬는 미치에게 희망을 걸지만, 불안과 알코올 중독으로 인해 결혼 제안을 기다리는 동안 정신 붕괴 직전까지 치닫는다. 한편, 스탠리는 블랑쉬가 미성년 학생과 잠자리를 가진 혐의로 해고되었다는 사실을 알게 된다. 그는 이 사실을 미치에게 전한다. 스텔라는 이 비극적인 사실을 알게 된 스탠리를 탓하며 분노하지만, 진통이 시작되면서 두 사람의 싸움은 중단된다. 나중에 미치가 도착해 스탠리의 주장에 대해 블랑쉬에게 따져 묻는다. 블랑쉬는 용서를 구하지만, 상처받고 굴욕감을 느낀 미치는 두 사람의 관계를 끝낸다. 그날 밤, 스텔라의 진통이 계속되는 동안 스탠리는 병원에서 돌아와 잠이 든다. 누더기 드레스를 입은 블랑쉬는 옛 연인과 함께 크루즈 여행을 떠난다고 거짓말을 한다. 스탠리는 블랑쉬가 과거에 대해 거짓말하고 자신을 학대했다고 꾸짖는다. 두 사람은 싸우고, 미치는 그녀를 강간했다는 암시를 던진다. 몇 주 후, 아파트에서 또 다른 포커 게임을 하던 중, 의사들이 거의 혼수상태에 빠진 블랑쉬를 정신병원으로 데려간다. 블랑쉬는 스텔라에게 무슨 일이 있었는지 이야기했지만, 스텔라는 도저히 믿을 수 없다. 의사와 간호사를 만난 블랑쉬는 처음에는 거부하지만, 의사는 부드럽게 말을 건네고 "항상 낯선 사람들의 친절에 의지해 왔다"며 기꺼이 따라간다. 블랑쉬가 끌려가는 동안 미치는 스탠리를 공격하려 하지만 다른 포커 플레이어들에게 끌려간다. 블랑쉬가 자신에게 진실을 말했다는 것을 깨달은 스텔라는 아기를 데리고 위층 허벨 부부의 아파트로 올라가 스탠리를 떠나기로 결심한다.

## 출연

### 주연
- 비비안 리
- 말론 브란도

### 조연
- 킴 헌터
- 칼 말든
- 루디 본드
- 닉 데니스
- 페그 힐리어스
- 라이트 킹
- 리처드 가릭
- 앤 데르
- 에드너 토마스
- 믹키 컨

## 기타
- 원작자: 테네시 윌리엄스
- 미술: 리처드 데이
- 의상: 루신다 발라드